# شبح درون پوسته (مانگا)
شبح درون پوسته (به ژاپنی: 攻殻機動隊 Kōkaku Kidōtai) یک مجموعه سینن مانگا ژاپنی که توسط ماسامونه شیرو نوشته و مصورسازی شده است و سبب به وجود آمدن فرانشیز رسانه‌ای به همین نام شد. این مانگا برای اولین بار در مه ۱۹۸۹ به تعداد یک جلد توسط کودانشا در هفته‌نامه یانگ مگزین منتشر شد. داستان سری دربارهٔ سازمانی ساختگی و ضد سایبرتروریسم به نام «بخش امنیت عمومی ۹» است که توسط سرگرد موتوکو کوساناگی، در اواسط قرن بیست و یکم ژاپن رهبری می‌شود. ادامهٔ این مجموعه با نام شبح درون پوسته ۲: رابط انسان-ماشین از سپتامبر ۱۹۹۱ به چاپ رسید که داستان موتوکو پس از ترکیب شدن با عروسک‌گردان را روایت می‌کند. آخرین جلد نیز با عنوان شبح درون پوسته ۱.۵: پردازنده خطای بشر که شامل چهار پرونده جداگانه بود در ژوئیه ۲۰۰۳ منتشر شد.
این کتاب‌ها شامل تفکرات و اندیشه‌های شیرو دربارهٔ طراحی و فلسفه، از جمله مسائل وابسته به جامعه‌شناسی، پیامدهای پیشرفت‌ها و مضامین فناوری بر ماهیت خودآگاهی و هویت می‌باشند. چندین کتاب هنری برای جزئیات بیشتر دربارهٔ هنر مفهوم و دنیای شبح درون پوسته منتشر شده‌است. هر سه جلد به‌طور کلی با واکنش‌های مثبتی همراه بودند.

## داستان
در آینده‌ای نزدیک، فناوری به شکلی پایدار در جوامع بزرگ ریشه داده بود. عمل درون‌کاشت سایبرنتیک به امری عادی بدل شده بود و تعداد ربات‌ها به فراوانی انسان‌ها شده بود که همه آن‌ها از طریق «گوستز» به جریان الکتریکی داده‌های شبکه متصل بودند. داستان مجموعه در کشور ژاپن و شهری خیالی با نام نیهاما، و دوره ریاست نیهاما (به ژاپنی: 新浜県新浜市 Niihama-ken Niihama-shi) روایت می‌شود. در این جامعه سایبرپانک، فناوری رایانه‌ای به نقطه‌ای از پیشرفت رسیده بود که بسیاری از مردم دارای مغزهای سایبری بودند، تکنولوژی که به آن‌ها اجازه ارتباط مغز بیولوژیکی با شبکه‌های مختلف را می‌داد.
سرگرد موتوکو کوساناگی و «بخش امنیت عمومی ۹» (یک نیروی عملیاتی و اجرایی ویژه متشکل از افسران سابق ارتش و کارآگاهان پلیس) خود را درگیر نبردی با موج جدیدی از تروریست‌های فناوری و هکرهای سایبری یافتند. اما همه چیز به یکباره دستخوش تغییر گردید هنگامی که موتوکو درگیر پرونده‌ای خاص دربارهٔ یک شبح هکر بسیار خطرناک، ملقب به «عروسک‌گردان» شد. او هرچه بیشتر در اعماق نامحدود واقعیت شبکه پیش می‌رفت تا به عاقبت و نتیجه شگفت‌انگیز خود دست یابد.